# Gegenteil
Das Gegenteil einer Sache oder einer Eigenschaft ist umgangssprachlich meistens eine Sache oder eine Eigenschaft, die von der erstgenannten eine Art Spiegelung in einem gedachten Mittelpunkt darstellt.
So wäre also umgangssprachlich das Gegenteil von groß klein, weil groß und klein gefühlt gleich weit weg sind vom gedachten Mittelpunkt „normal groß“. Das Gegenteil von winzig wäre allerdings riesig, da der gefühlte Abstand von winzig zu normal groß als größer empfunden wird, als dies bei dem einfachen „klein“ der Fall wäre.
In der Sprachwissenschaft ist mit Gegenteil ein Gegenbegriff oder Gegenwort gemeint, das als Antonym bezeichnet wird. Insofern ist das Wort Antonym selbst ein Antonym zu Synonym. Es werden verschiedene Arten von Antonymien unterschieden.
Mathematisch gesehen ist das Gegenteil einer Menge die komplementäre Menge bzw. das Gegenteil einer Aussage die negierte Aussage.
In der Philosophie unterscheidet man seit Aristoteles vier Arten von Gegenteilen bzw. des logischen Gegensatzes:
- den kontradiktorischen (z. B. weiß – nicht weiß)
- den konträren (z. B. weiß – schwarz)
- den privativen (z. B. sehend – blind)
- den relativen (z. B. doppelt – halb)